# Hidropark (stanice metra v Kyjevě)
Hidropark (ukrajinsky Гідропарк) je stanice kyjevského metra na Svjatošynsko-Brovarské lince. Stanice se nachází v parku a na ostrově Hidropark.

## Charakteristika
Stanice je nadzemní, její ostrovní nástupiště měří 102,8 metru. Stanice se nachází mezi Metromostem a Rusanivským metromostem na ostrově Hidropark. Stanice je podobná stanicím Livoberežna a Darnycja.
Stanice má na konci nástupišť východy do parku. Východy a vestibul jsou s nástupištěm propojeny schodištěm.